# Felmase Ier
Felmase est le premier évêque de Maurienne vers la fin du VIe siècle. Il est considéré localement comme saint.
Il est numéroté Felmase Ier pour le distinguer de deux homonymes qui lui ont succédé. 

## Biographie

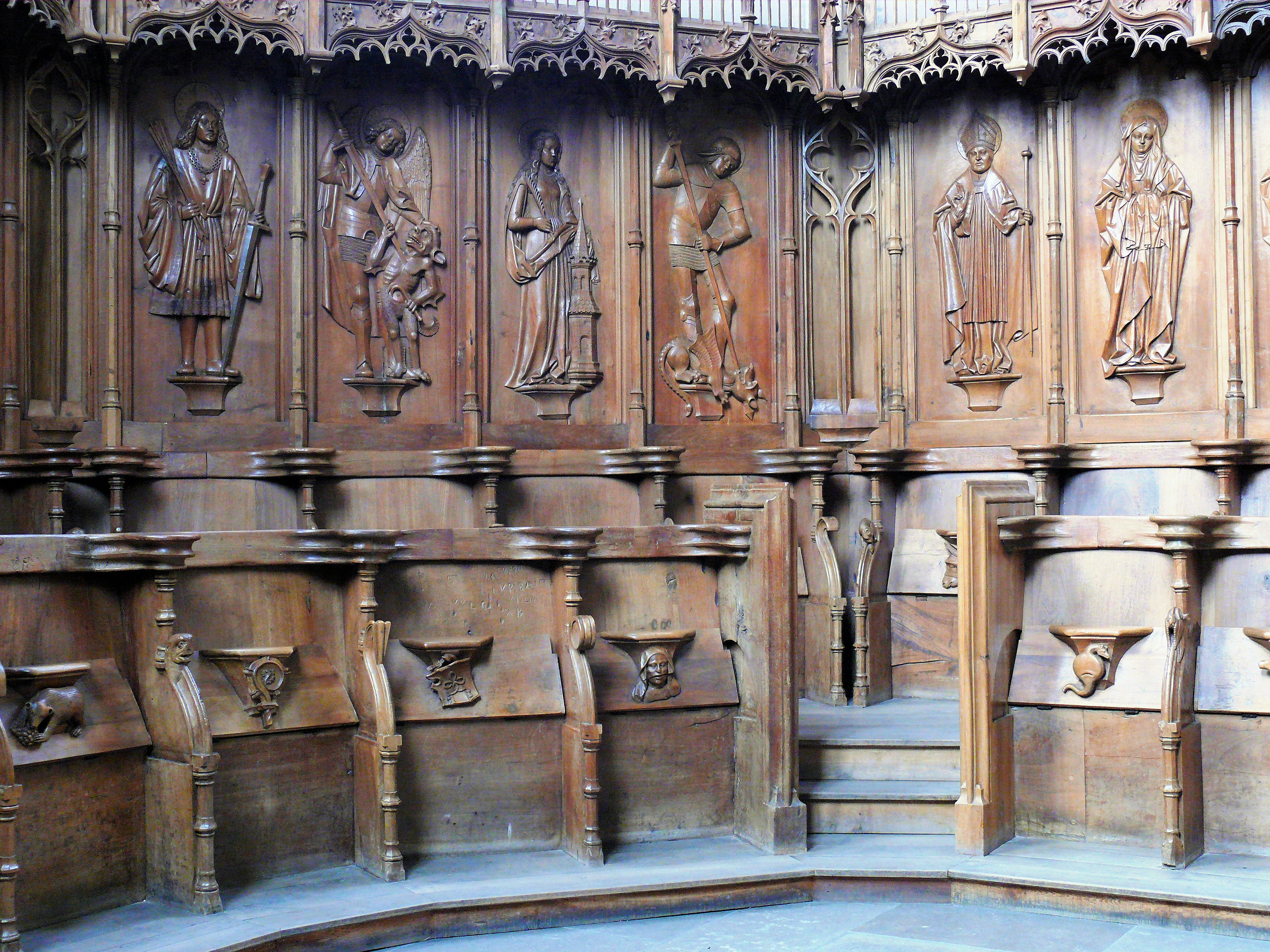
Saint Felmase (au centre, à droite), crossé et mitré. Stalle gothique de la cathédrale Saint-Jean-Baptiste de Saint-Jean-de-Maurienne.

Vers 575, le roi de Bourgogne Gontran s'empare de la vallée de la Maurienne. Cette dernière relevait jusque-là de l'évêque de Turin. Le roi obtient de faire ériger la vallée de Maurienne en diocèse, vers 579. Le pape Grégoire Ier tente de s'y opposer, mais sans succès.
Le siège du diocèse est installé dans la ville de Mauriennam (Maurienne), future Saint-Jean-de-Maurienne, où se trouvent les reliques de Jean le Baptiste, « les doigts qui ont touché la tête du Seigneur dans le fleuve du Jourdain ». Le roi choisit Felmase pour être le premier évêque. Aucune source ne permet d'indiquer la date d'arrivée de ces reliques, le lieu est seulement qualifié de magnae sanctitatis virum.
Le futur évêque semble avoir été consacré lors du concile à Chalon, en 579, par l'évêque métropolitain de Vienne,. La ville de Chalon est la principale ville de résidence du roi Gontran.
La tradition mentionne Isichius (Isice/Hésychius II),. Cependant Isichius est mort avant 565,. Ulysse Chevalier, dans la présentation du document datant vers 579 présenté dans le Regeste dauphinois (1912), conclut qu'il s'agit d'un faux composé au Xe siècle.
Lors du synode provincial, le nouvel évêque est mentionné avec le titre Segusinae civitatis vel Maurianorum episcopus.
Il est qualifié, dans un manuscrit sur sainte Thècle datant du Xe siècle, de saint,. Il est reconnu comme un saint du diocèse par la vox populi, c'est-à-dire élu saint par « la voix du peuple », mais non reconnu comme tel par l'Église au sens canonique. Des bulles papales de Lucius III et Clément III, du XIIe siècle, le considère « de bonne ou heureuse mémoire ».